# نیکولو ساوونا
نیکولو ساوونا (انگلیسی: Nicolò Savona؛ زادهٔ ۱۹ مارس ۲۰۰۳) بازیکن فوتبال اهل ایتالیا است که در حال حاضر برای باشگاه فوتبال یوونتوس نکست جن بازی می‌کند. 
وی همچنین در تیم ملی فوتبال زیر ۲۰ سال ایتالیا بازی کرده است.